# Medion Lifetab
De Lifetab is een tablet-pc van het Duitse bedrijf Medion. Het bevat een multi-touchscherm, waardoor deze met de vingers is te bedienen. Er zijn inmiddels diverse modellen van de Lifetab verschenen.

## Eerste generatie
De eerste generatie van de Lifetab ging van start in december 2011. De P9514 (32GB) moest de medion-koper overtuigen van een android tablet voor een lagere prijs. De P9516 (32GB) kwam enkel uit in Duitsland en had een betere accu.

## Tweede generatie
De P9516 kreeg een goedkopere versie in juni 2012: de S9512 (16GB). Deze tablet heeft opvallend veel weg van de IdeaTab S2109 van Lenovo. Lenovo is de maker van de Medion-tablets.
De S9714 (32GB) kwam uit in december 2012. Deze is lichter en dunner, de rest van de specificaties zijn hetzelfde.
De P9514 en P9516 kregen een Android 4.0-update. Diverse problemen hiermee werden pas na een derde update opgelost.